# Schindewolfgletscher
Der Schindewolfgletscher ist ein Gletscher in den Bowers Mountains des ostantarktischen Viktorialands. Er liegt mit nordöstlicher Fließrichtung zwischen dem Copperstain Ridge mit Mount Freed im Westen und dem Gebirgskamm um Mount Radspinner im Osten. Sein Kopfende befindet sich am unteren Abschnitt des McCann-Gletschers. Gemeinsam mit dem Champness-Gletscher mündet er am Griffith Ridge in den Lillie-Gletscher.
Wissenschaftler der deutschen Expedition GANOVEX III (1982–1983) benannten ihn. Namensgeber ist der deutsche Geologe und Paläontologe Otto Heinrich Schindewolf (1896–1971).